# Chiromyoides
Chiromyoides — невеликий плезіадапідний приматоморф, відомий своїми надзвичайно міцними верхніми та нижніми різцями, глибокими зубцями та порівняно невеликими щоковими зубами. Види Chiromyoides відомі з середнього тиффанського періоду до пізнього кларкфорського періоду північноамериканських наземних ссавців (NALMA) із західної частини Північної Америки та з пізніх палеоценових відкладень у Паризькому басейні, Франція. Унікальна морфологія зубів Chiromyoides змусила кількох авторів запропонувати спеціалізовану екологічну роль для роду. Gingerich (1976) припустив, що Chiromyoides був фахівцем з насіння, тоді як Szalay і Delson (1979) і Beard et al. (2020) припустив, що він, можливо, споживав комах, подібно до ай-ай.